# Matt Willis
Mathew James "Matt" Willis (født 8. maj 1983 i Tooting, London, Storbritannien), også tidligere kendt som Mattie Jay, er en engelsk sanger, sangskriver, tv-vært og skuespiller. Et af hans mest kendte musiknumre er "Crash" (en sang han lavede til filmen Mr. Beans Ferie fra 2007). I 2008 giftede han sig med Emma Willis.